# Dhánuškódí
Dhánuškódí (tamilsky தனுஷ்கோடி) je opuštěné město, které se nacházelo na ostrově Pamban v jižní Indii, ve státě Tamilnádu, v blízkosti Adamova mostu (Rama Setu). Dhánuškódí se nachází 20 kilometrů jihovýchodně od poutního města Raméšvarám, asi čtyři kilometry od konce písečné kosy, která vede z ostrova Pamban východním směrem k Adamovu mostu, řetězci ostrovů a písečných břehů mezi Indií a Srí Lankou. Dhánuškódí je nejbližší místo v Indii směrem ke Srí Lance: vzdálenost do Talaimannaru na druhé straně činí pouhých 30 km.
Město, které bylo zároveň původní konečnou stanicí železniční trati Manamaduraj–Raméšvarám, bylo v roce 1964 zničeno cyklónem a nebylo již nikdy obnoveno. Vláda státu Tamilnádu označila lokalitu za nevhodnou k trvalému osídlení.
Poněkud odlehlé město mělo svůj význam především pro výkon náboženských poutí. Věřící se zde koupou v moři. Během existence britské koloniální správy nad Indií, sem byla postavena železniční trať, která měla pokračovat přes Adamův most dále na ostrov Cejlon (dnes Srí Lanka). Nebyla však nikdy vybudována. 
Část okolí se ponořila pod mořskou hladinu; z původních budov zde zůstal jen zničený kostel, ruiny bývalého nádraží a několik budov, které jsou ponechány jako memento přírodní katastrofy. Místo kromě věřících občas navštěvují turisté. Od roku 2016 vede do Dhánuškódí asfaltová silnice.